# Władcy Maine
Władcy Maine

## Hrabiowie Maine

### Pierwsi hrabiowie
- 710–724: Roger
- 724–748: Herve

### Pierwsza dynastia w Maine (Rorgonidesi)
- 820–839: Rorgon I
- 839–849: Gauzbert
- 849–865: Rorgon II
- 865–878: Gosfrid
- 878–885: Ragenold

### Okres sprzeczny
- 886–893: Roger I
- 893–895: Gauzlin II
- 895–900: Roger I

### Druga dynastia w Maine
- 900–950: Hugon I
- 950–992: Hugon II
- 992–1015: Hugon III
- 1015–1036: Herbert I
- 1036–1051: Hugon IV
- 1051–1062: Herbert II

### Walki o sukcesję
- 1062–1063: Walter III de Vexin
- 1063–1069: Robert I Krótkoudy
- 1069–1093: Hugon V d'Este (tytularny do 1131)
- 1093–1110: Eliasz I
- 1110–1126: Ermengarda

### Andegawenowie
- 1110–1126: Fulko Młodszy
- 1126–1151: Gotfryd I Piękny
- 1151: Eliasz II
- 1151–1189: Henryk I
- 1156–1158: Gotfryd II (koregent)
- 1169–1183: Henryk II Młodszy (koregent)
- 1189–1199: Ryszard I Lwie Serce (koregent 1183)
- 1199–1204: Jan bez Ziemi

### Linia andegaweńska Kapetyngów
- 1226–1232: Jan Tristan Kapet (syn Ludwika VIII Lwa; nigdy realnie nie objął władzy ze względu na wiek)
- 1246–1285: Karol I Andegaweński
- 1285–1290: Karol II Kulawy
- 1290–1299: Małgorzata Andegaweńska

### Walezjusze
- 1290–1325: Karol III
- 1325–1328: Filip

### Linia andegaweńska Walezjuszów
- 1356–1384: Ludwik I
- 1384–1417: Ludwik II
- 1417–1434: Ludwik III
- 1434–1472: Karol IV
- 1472–1481: Karol V

W 1481 hrabstwo Maine zostało włączone do Francji.

### Dynastia Guise
- do 1611: Karol VI
- 1611–1621: Henryk III

### Gonzagowie
- 1621–1631: Karol II Gonzaga
- 1631–1632: Ferdynand Gonzaga
- 1632–1654: Karol III Gonzaga

## Książęta Maine

### Burbonowie
- 1673–1736: Ludwik August Burbon